# John Williams (acteur)
John Williams (Chalfont St. Giles, 15 april 1903 – La Jolla, 5 mei 1983) was een Brits acteur die optrad op toneel, in films en op televisie.

## Biografie
Williams werd in Chalfont St. Giles geboren, een plaats in Buckinghamshire, Groot-Brittannië. Hij studeerde in Lancing en vertrok daarna naar de Verenigde Staten, waar hij in 1924 zijn acteercarrière begon op Broadway. Later speelde hij nog in dertig andere toneelstukken. In 1953 ontving Williams een Tony Award voor 'Beste mannelijke bijrol in een toneelstuk' voor zijn rol als inspecteur Hubbard in Dial M for Murder, het toneelstuk dat later door Alfred Hitchcock verfilmd zou worden met Williams in dezelfde rol.
In 1930 maakte hij zijn filmdebut in The Chumps, een komische film van Mack Sennett. Williams speelde in ruim veertig films en verwierf onder andere bekendheid dankzij zijn rol als privéchauffeur in Billy Wilders Sabrina (1954) en zijn rollen in twee films van Alfred Hitchcock, namelijk Dial M for Murder (1954) en To Catch a Thief (1955).
Williams speelde in diverse episodes van de televisieserie Alfred Hitchcock Presents, waarvan drie episodes door Alfred Hitchcock zelf waren geregisseerd. In 1967 behoorde Williams tot de vaste cast van de televisieserie Family Affair. Daarnaast maakte hij ruim veertig gastoptredens in andere series, waaronder de succesvolle serie The Twilight Zone.
Op 5 mei 1983 stierf Williams in La Jolla te Californië en liet zijn vrouw Helen na.

## Filmselectie
- Mr. Deeds Goes to Town (1936)
- The Foreman Went to France (1942)
- The Paradine Case (1947)
- Kind Lady (1951)
- Dial M for Murder (1954)
- Sabrina (1954)
- To Catch a Thief (1955)
- D-Day the Sixth of June (1956)
- The Solid Gold Cadillac (1956)
- Island in the Sun (1957)
- Witness for the Prosecution (1957)

- Will Success Spoil Rock Hunter? (1957)
- The Young Philadelphians (1959)
- Midnight Lace (1960)
- Dear Brigitte (1965)
- Double Trouble (1967)
- The Secret War of Harry Frigg (1968)
- A Flea in Her Ear (1968)
- The Hound of the Baskervilles (1972)
- No Deposit, No Return (1976)
- Hot Lead and Cold Feet (1978)

## Beknopt overzicht televisieoptredens

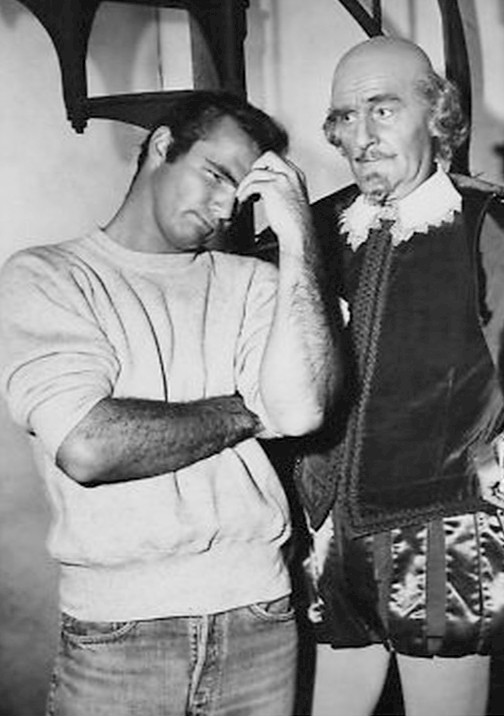
John Williams (rechts) en Burt Reynolds in de televisieserie The Twilight Zone.

- Alfred Hitchcock Presents (beknopt overzicht)
  - "The Long Shot" (1955)
  - "Back for Christmas" (1956)
  - "Whodunit" (1956)
  - "Wet Saturday" (1956)
  - "The Rose Garden" (1956)
  - "I Killed the Count" (3-part episode, 1957)
  - "The Three Dreams of Mr. Findlater" (1957)
- Family Affair, als Nigel "Niles" French (negen episodes)
- The Twilight Zone (1963)
- The Wild Wild West (1969)
- Mission: Impossible (1970)
- Night Gallery (1971)

- Biblioteca Nacional de España: XX4936635
- Bibliothèque nationale de France: cb139361056 (data)
- Gemeinsame Normdatei: 1207777331
- International Standard Name Identifier: 0000 0003 8345 9388
- Library of Congress Control Number: n85327124
- Nationale Bibliotheek van Israël: 987007442014105171
- Istituto Centrale per il Catalogo Unico: MODV347607
- SNAC: w6rb9350
- Système universitaire de documentation: 166686239